# Savannah (Missouri)
Savannah település az Amerikai Egyesült Államok Missouri államában, Andrew megyében, melynek megyeszékhelye is. Lakosainak száma 5069 fő (2020. április 1.).

## Népesség
A település népességének változása:

| 2010 | 5 057 |
| 2020 | 5 069 |